# جون موريس (لاعب كريكت أسترالي)
جون موريس (5 يونيو 1831 بسيدني في أستراليا - 9 ديسمبر 1921) (بالإنجليزية: John Morris)‏ هو لاعب كريكت أسترالي.

## وصلات خارجية
- جون موريس (لاعب كريكت أسترالي) على موقع إي آس بي آن كريك إنفو (الإنجليزية)